# Cornu Luncii
Cornu Luncii – wieś w Rumunii, w okręgu Suczawa, w gminie Cornu Luncii. W 2011 roku liczyła 993 mieszkańców.